# José Luis Díaz Díaz
José Luis Díaz Díaz es un ex ciclista profesional español. Nació en Villarejo de Salvanés (Madrid) el 22 de diciembre de 1965. Fue profesional entre 1990 y 1992 ininterrumpidamente.
Debutó como profesional de la mano de Javier Mínguez, primero BH que después pasó a denominarse Amaya Seguros.
Su labor siempre era la de gregario de los diferentes jefes de filas que tuvo (Laudelino Cubino, Fabio Parra, Jesús Montoya, ...). Siempre se sacrificaba por el equipo, circunstancia que provocó que no consiguiera victorias como profesional.

## Palmarés
No consiguió victorias como profesional.

## Equipos
- BH-Amaya Seguros (1990)
- Amaya Seguros (1991)
- Puertas Mavisa (1992)